# San Genesio ed Uniti
Pour les articles homonymes, voir Génésio.
San Genesio ed Uniti est une commune italienne de la province de Pavie, dans la région Lombardie.

## Administration
| Période                                  | Période  | Identité              | Étiquette    | Qualité |
| ---------------------------------------- | -------- | --------------------- | ------------ | ------- |
| Depuis le 30/05/2006                     | En cours | Roberto Giovanni Mura | Lista civica |         |
| Les données manquantes sont à compléter. |          |                       |              |         |

### Communes limitrophes
Borgarello, Bornasco, Giussago, Pavia di Udine, Sant'Alessio con Vialone, Zeccone.